# Dobřichovice (nádraží)
Dobřichovice jsou železniční stanice, která se nachází ve městě Dobřichovice v okresu Praha-západ ve Středočeském kraji. Stanice leží na dvoukolejné elektrizované celostátní dráze Praha – Beroun – Plzeň, která je součástí 3. tranzitního železničního koridoru. 

## Přeprava
Ve stanici zastavují vlaky osobní přepravy kategorie osobní vlak (Os) na lince S7 v systému integrovaného dopravního systému PID. Tyto vlaky provozuje dopravce České dráhy. Vlaky vyšší kvality a vyšší kategorie ve stanici nezastavují, pouze projíždějí.
Ve staniční budově se nachází vnitrostátní osobní pokladna Českých drah a čekárna pro cestující. Ve stanici je úschovna zavazadel a jízdních kol. K dispozici je i automat na jízdenky PID.

## Přístupnost
Přístup do budovy stanice (včetně přístřešku před povětrnostními vlivy) není bezbariérový. Bezbariérový přístup není na žádné nástupiště (dle ČSN 73 4959).

## Další informace
V blízkosti stanice se nachází veřejné parkoviště, zastávka veřejné autobusové a městské hromadné dopravy.